# Rally NACAM
El Rally NACAM es el campeonato de rally de la Federación Internacional del Automóvil (FIA) para la región de Norte, Centro y Suramérica, organizado por la Comisión de Rallies de NACAM FIA, una asociación civil integrada por "las instituciones del automovilismo deportivo de los países de Norteamérica, en la república mexicana, Centro América y del Caribe y Sur América; en Venezuela, Colombia, Ecuador, Perú y  Guyana"; esta asociación fue constituida en 1993 en la Ciudad de México, en donde tiene su sede principal.

## Estructura

### Clases y grupos
Las clases y los grupos del campeonato son las siguientes:
- Clase 3: Automóviles del Grupo N4
- Clase 5: Automóviles del Grupo R3T (una homologación NACAM)
- Clase 6: Automóviles de los Grupos A6 y R2B
- Clase 8: Automóviles del Grupo N3
- Clase 9: Automóviles de los Grupos N2 y R1B

### Organización
Las pruebas se desarrollan en un máximo de 4 días desde la presentación de prensa hasta la premiación, de acuerdo a la recomendación de la FIA, aunque la decisión final depende de los organizadores.

### Caminos
De acuerdo a las recomendaciones de la FIA, las pruebas se deben desarrollar en un rango de entre 100 y 180 kilómetros totales para las etapas cronometradas y al menos el noventa por ciento de ellas deberá ser en caminos de terracería.

## Campeones

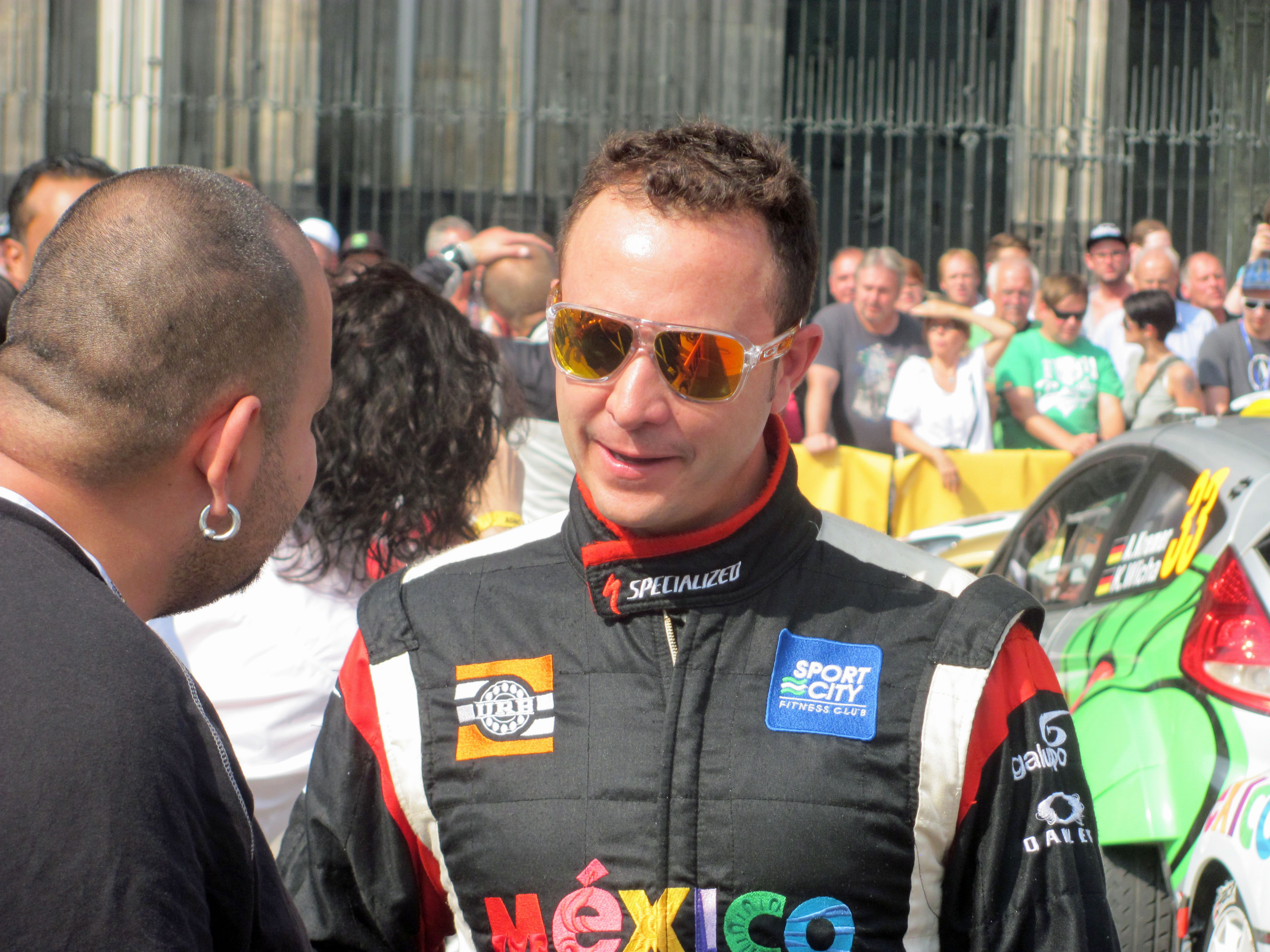
Ricardo Triviño, nonacampeón de 2012 a 2020.

| Año  | Piloto                | Navegante       | Automóvil                | País         | Ref.  |
| ---- | --------------------- | --------------- | ------------------------ | ------------ | ----- |
| 2008 | Alejandro Kratosville |                 | Mitsubishi Lancer Evo IX | Ecuador      | [ 3 ] |
| 2009 | Ricardo Triviño       |                 | Mitsubishi Lancer Evo IX | México       | [ 3 ] |
| 2010 | Nicolás Fuchs         |                 | Mitsubishi Lancer Evo IX | Perú         | [ 3 ] |
| 2011 | Raúl Orlandini        |                 | Mitsubishi Lancer Evo IX | Perú         | [ 3 ] |
| 2012 | Ricardo Triviño       | Marco Hernández | Mitsubishi Lancer Evo IX | México       | [ 4 ] |
| 2013 | Ricardo Triviño       | Marco Hernández | Mitsubishi Lancer Evo IX | México       | [ 5 ] |
| 2014 | Ricardo Triviño       | Marco Hernández | Mitsubishi Lancer Evo IX | México       | [ 6 ] |
| 2015 | Ricardo Triviño       | Marco Hernández | Mitsubishi Lancer Evo IX | México       | [ 6 ] |
| 2016 | Ricardo Triviño       | Marco Hernández | Mitsubishi Lancer Evo IX | México       | [ 6 ] |
| 2017 | Ricardo Triviño       | Marco Hernández | Mitsubishi Lancer Evo IX | México       | [ 6 ] |
| 2018 | Ricardo Triviño       | Marc Martí      |                          | Bandera de ? |       |
| 2019 | Ricardo Triviño       | Marc Martí      | Skoda Fabia R5 IX        | México       |       |
| 2020 | Ricardo Triviño       | Marc Martí      | Skoda Fabia R5 IX        | México       |       |